# Číslo mostu

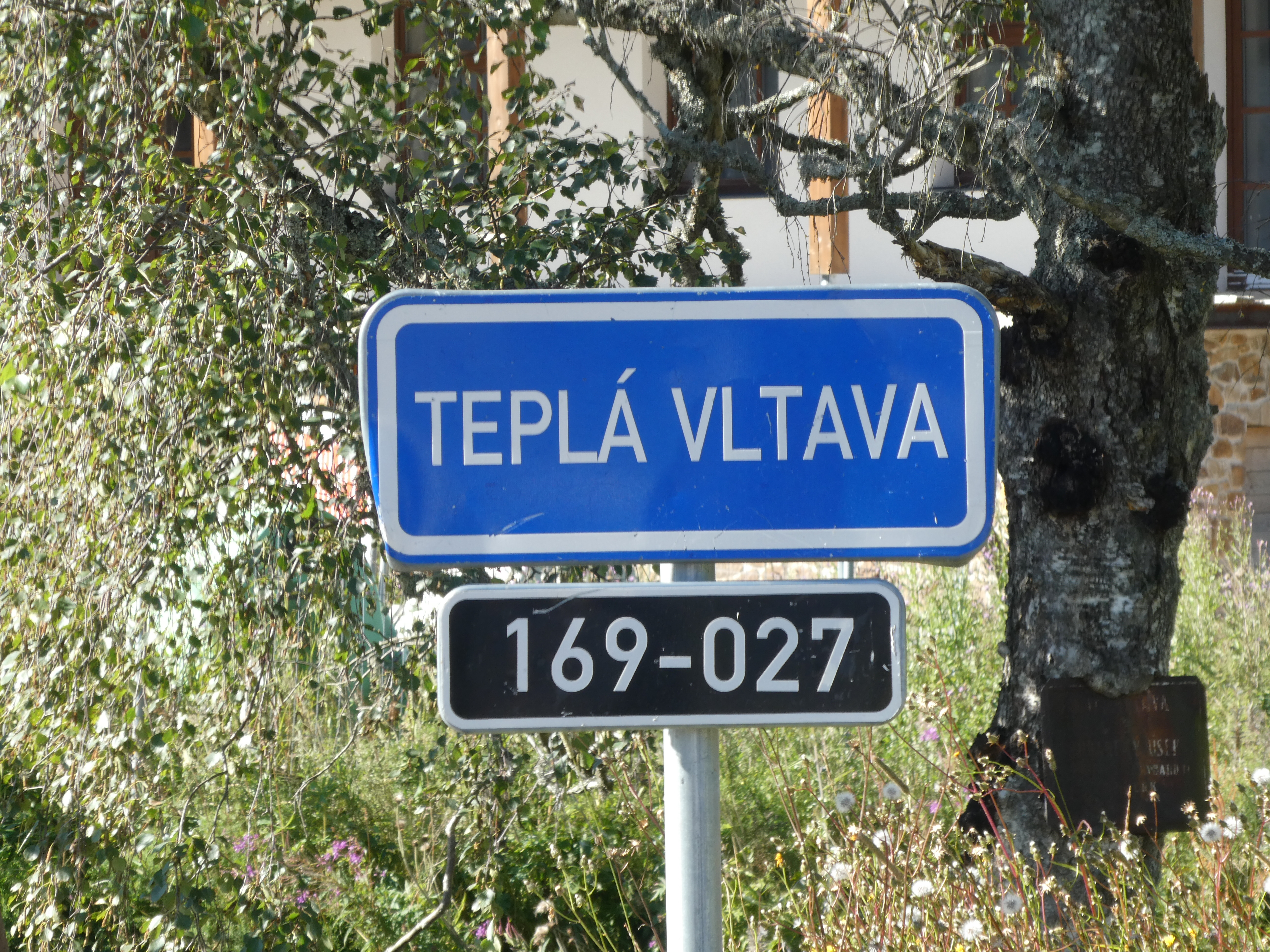
Číslo mostu přes Teplou Vltavu na silnici II/169

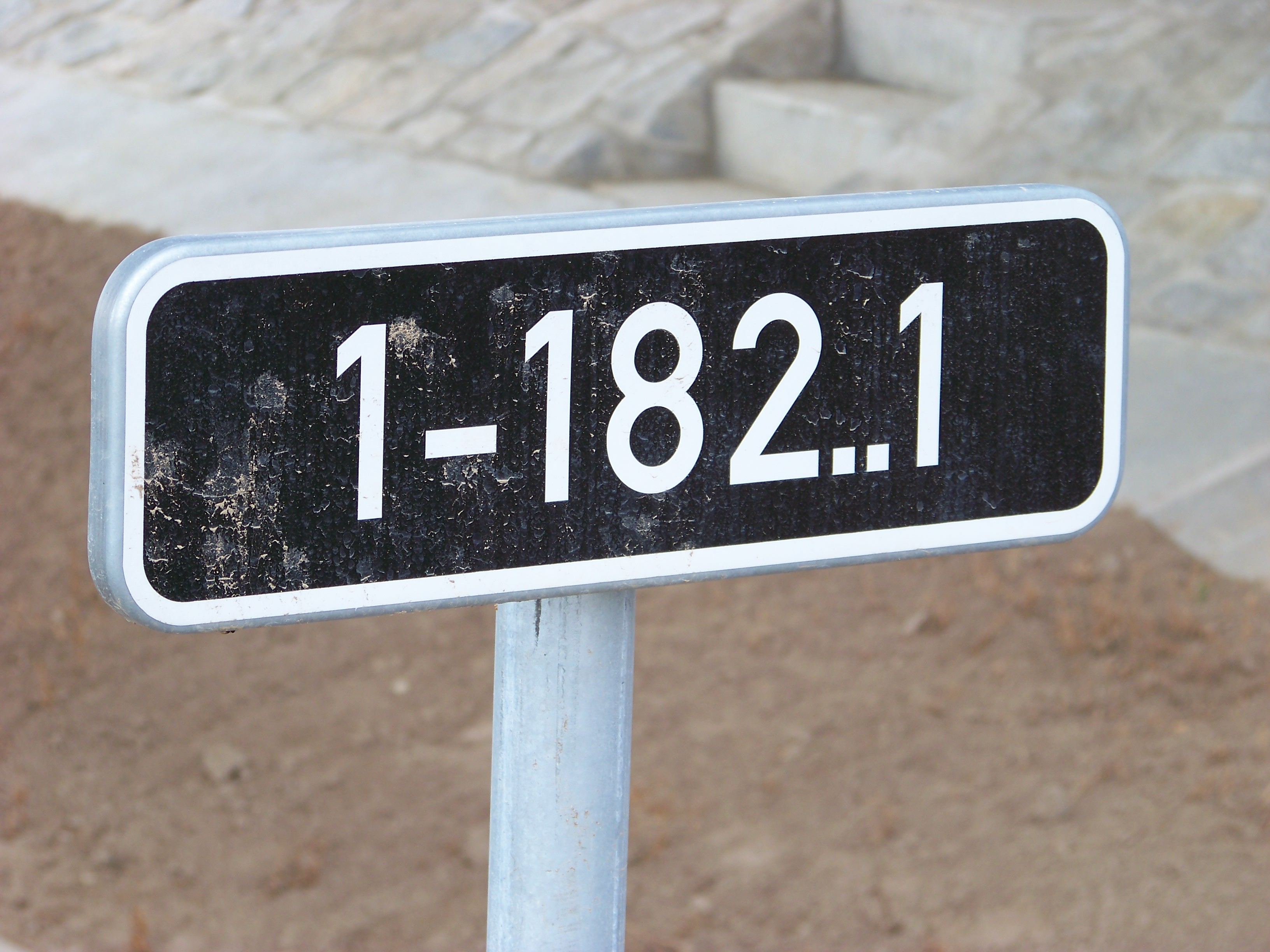
Číslo podjezdu na Pražském okruhu v době, kdy byl veden jako rychlostní silnice I/1

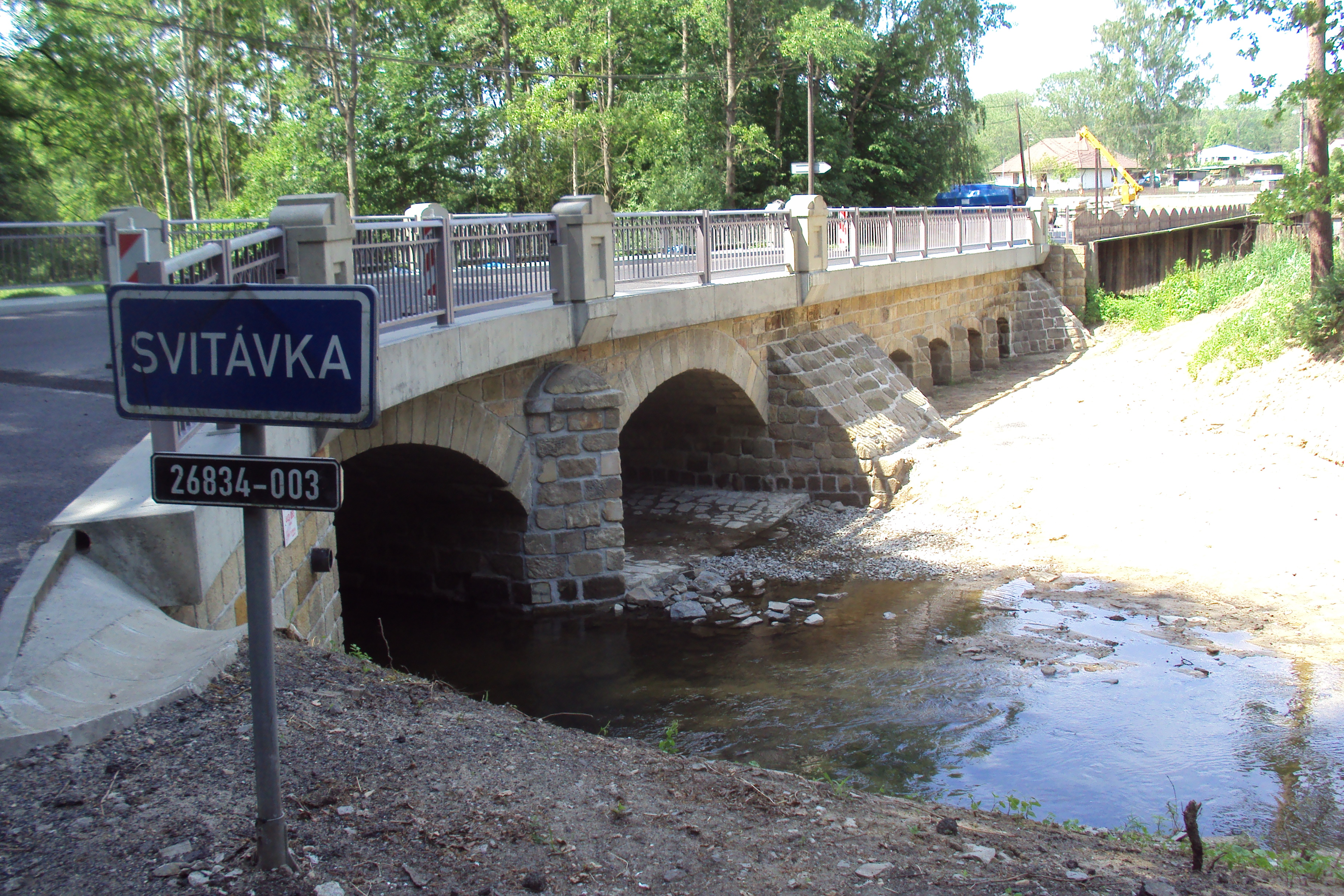
Číslo mostu silnice III/26834 přes Svitavku na okraji Zákup

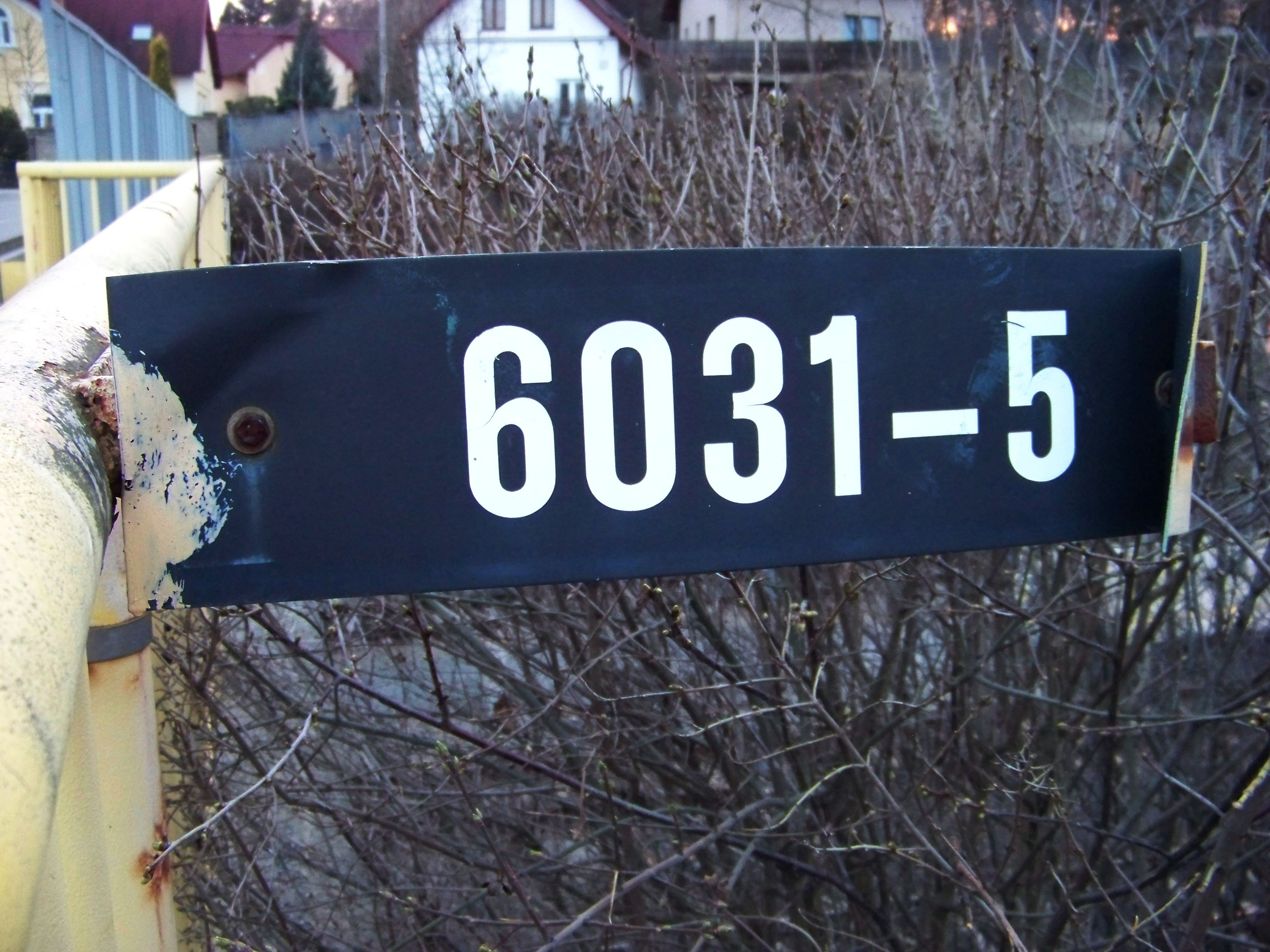
Starší provedení tabulky s číslem mostu v Senohrabech

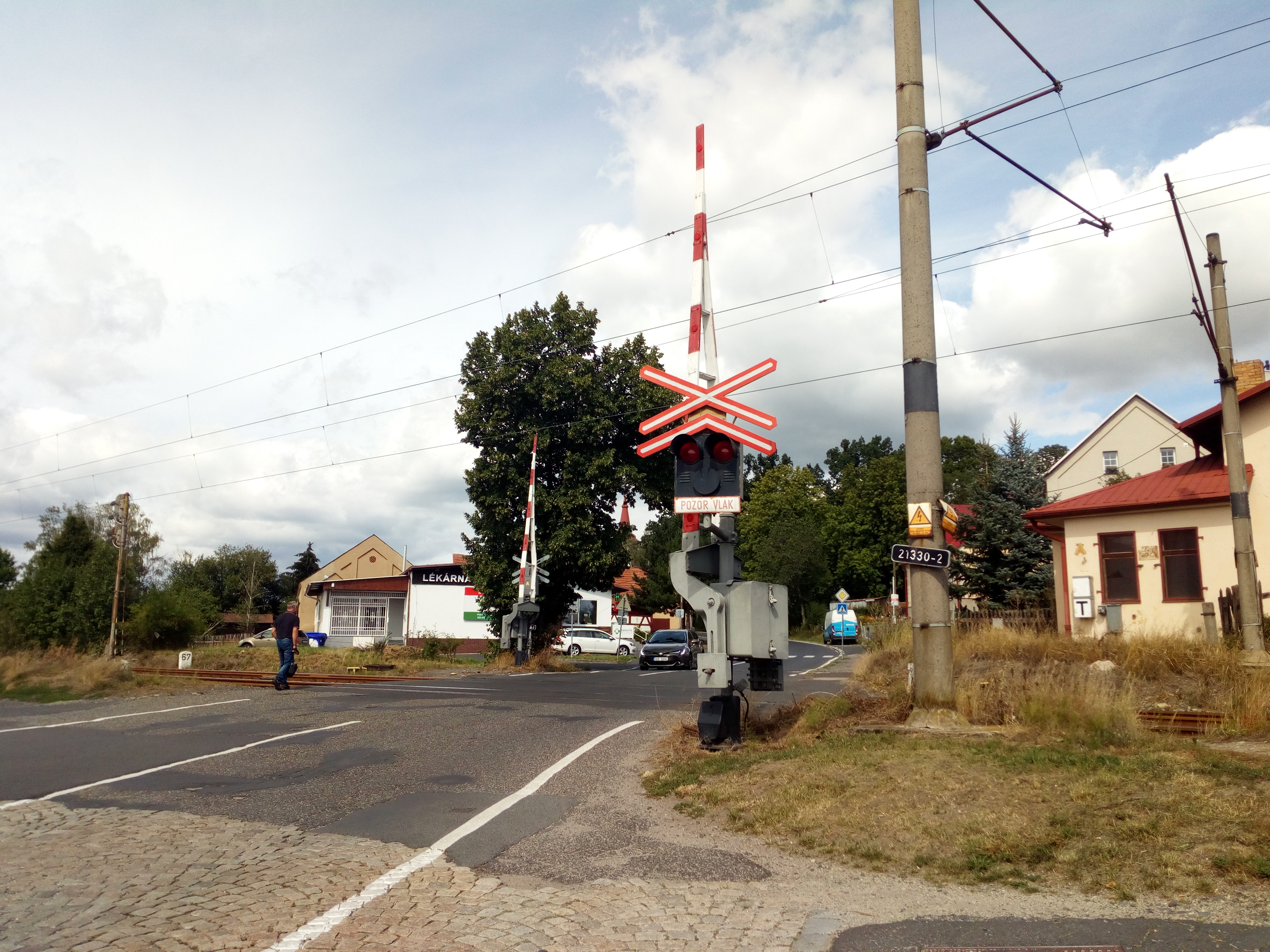
Jeden z mála případů, kde je železniční přejezd značen číslováním silničních objektů: přejezd silnice III/21330 přes železniční trať ve Františkových Lázních značený číslem 21330-2, zároveň je číslován drážním značením jako přejezd P319

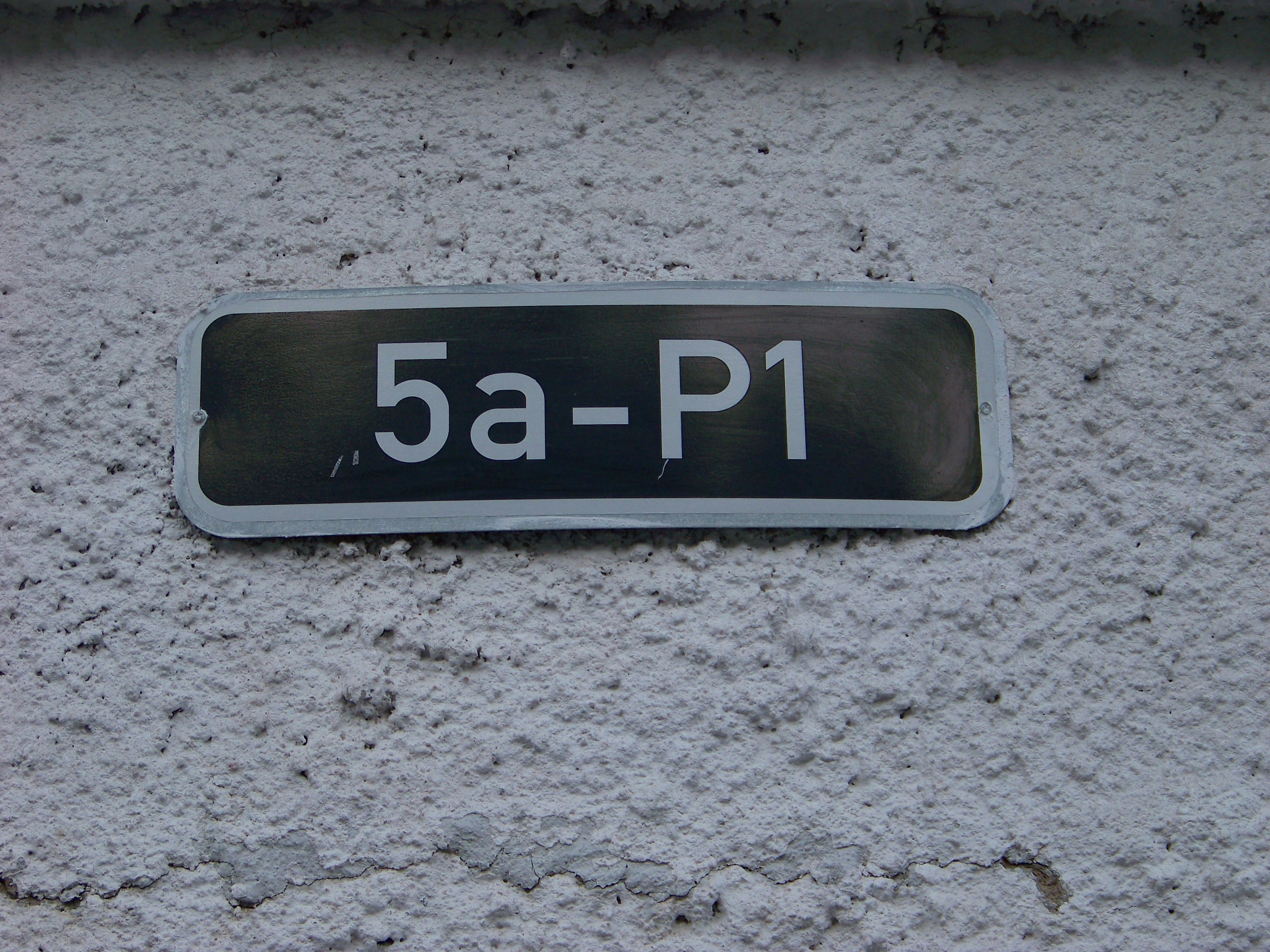
Číslo podchodu pod místní komunikací v Mostě

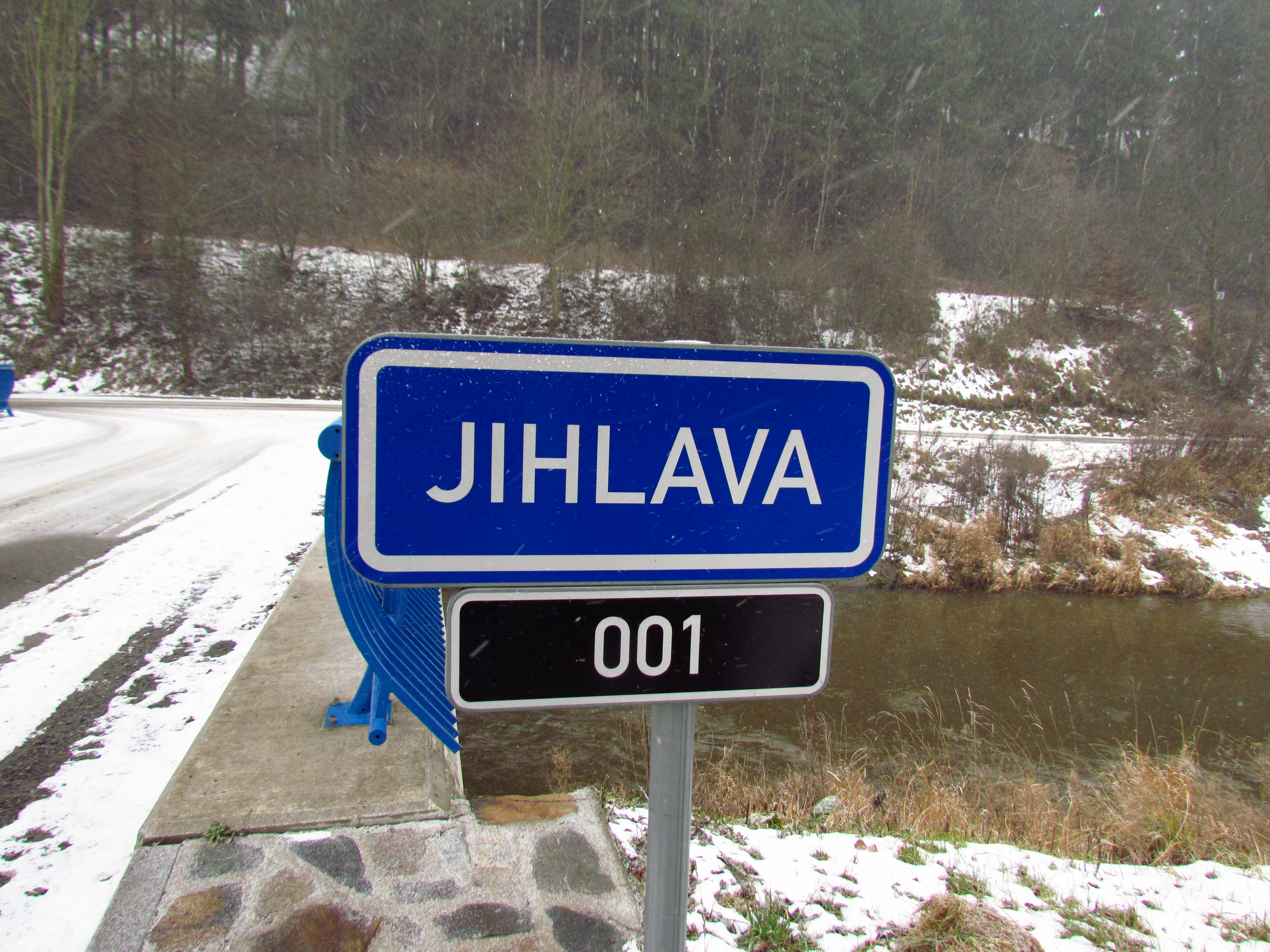
Číslo mostu místní komunikace v Číchově

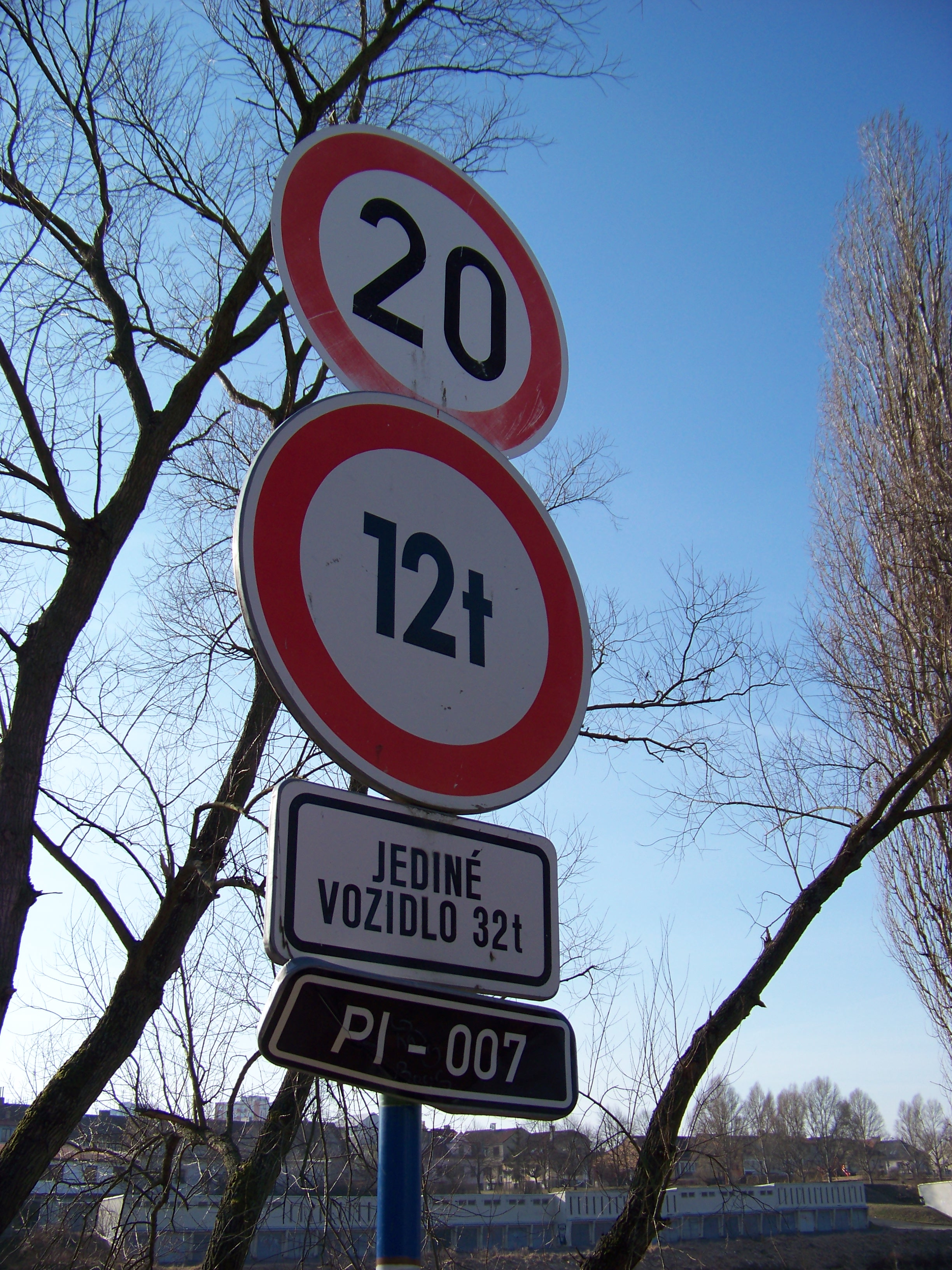
Označení Jiráskova mostu na místní komunikaci v Písku

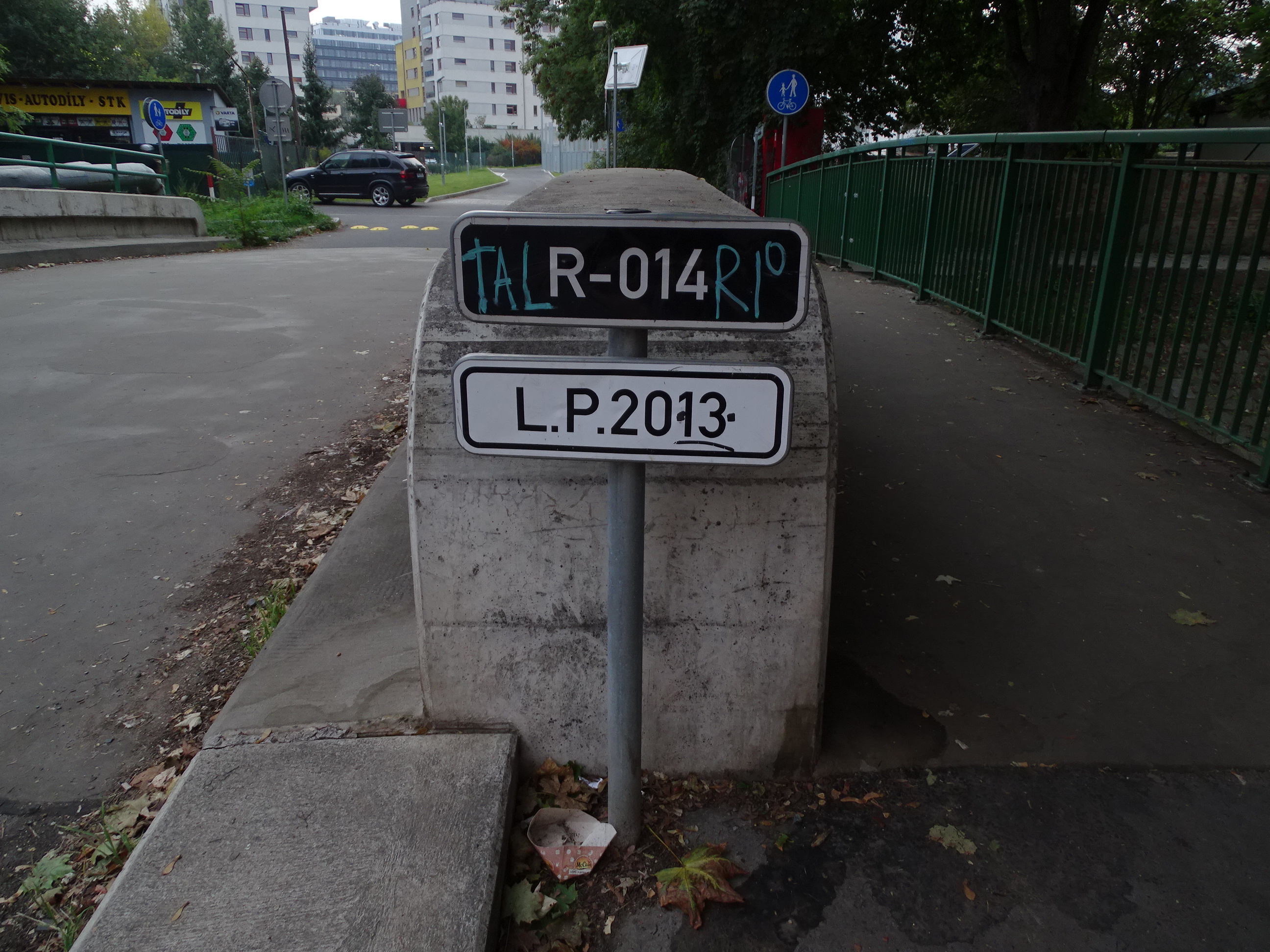
Číslo mostu přes Rokytku v Praze

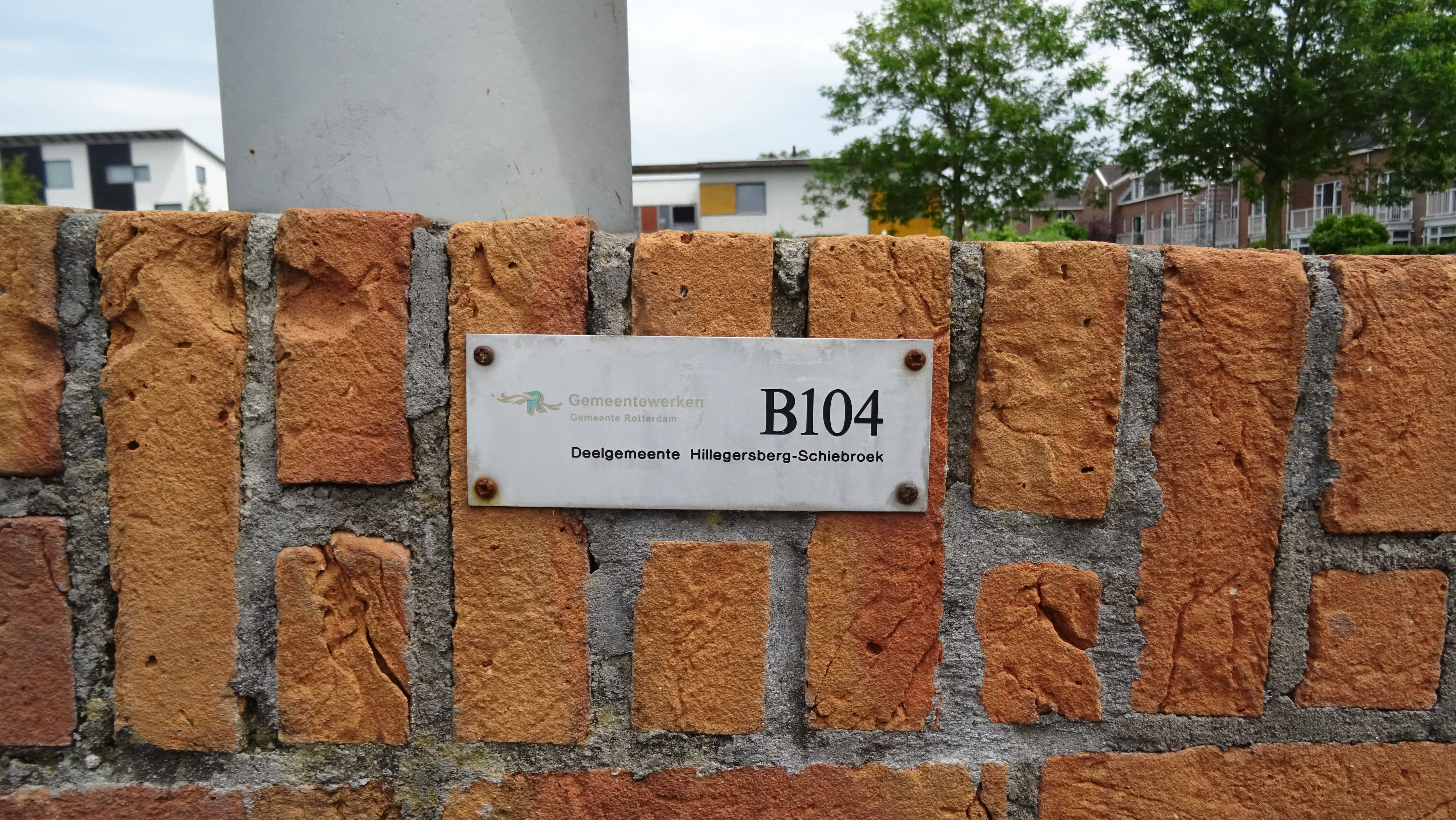
Tabulka s číslem mostu v nizozemském Rotterdamu

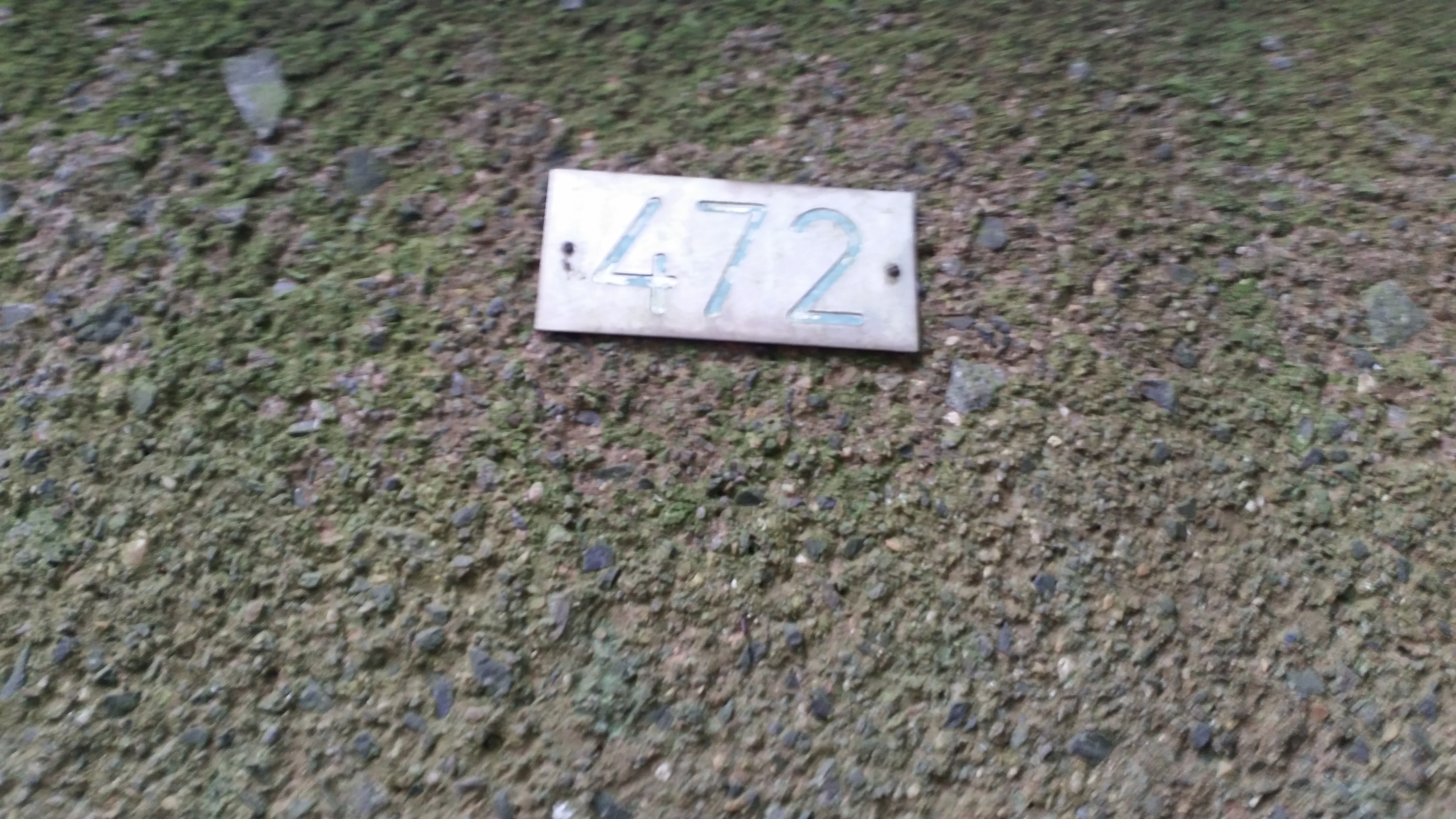
Tabulka s číslem mostu v nizozemském Amsterdamu

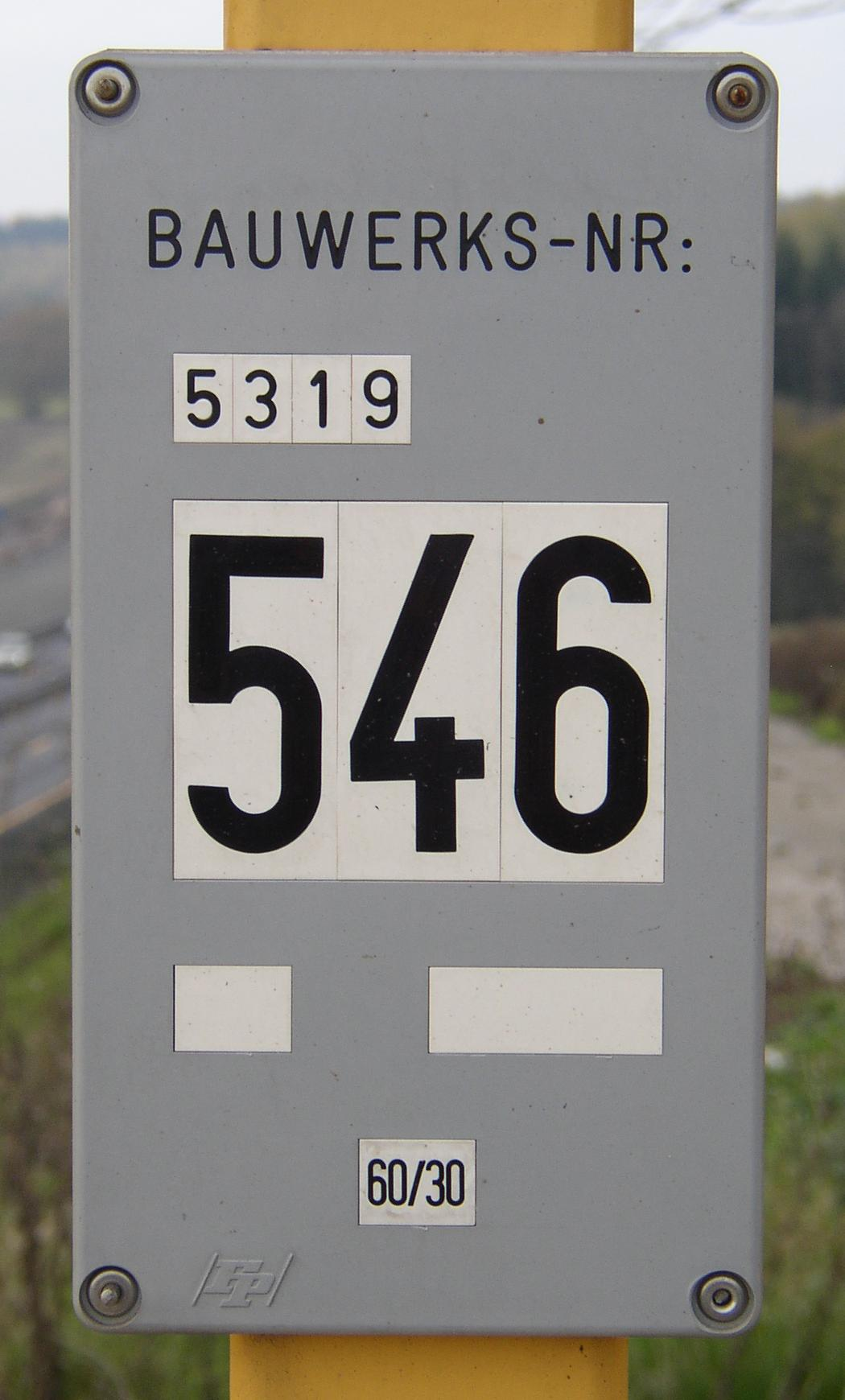
Číslo mostu přes dálnici A5 v Hesensku

Číslo mostu (např. evidenční číslo mostu, příp. evidenční číslo objektu na pozemní komunikaci, identifikační číslo mostu, správcovské číslo mostu apod.) je zpravidla číselný nebo alfanumerický kód, který slouží jako identifikátor mostu nebo jiného obdobného objektu v evidenci technické správy.
Číslování mostů je v rámci evidence mostních objektů využíváno v České republice zejména pro mosty, lávky, podjezdy, propustky, podchody a případně další podobné objekty (tunely, galerie, zdi, přívozy a brody) a železniční přejezdy na dálnicích a silnicích. Některé obce číslují mostní a další objekty na svých místních komunikacích. Ve Slovenské republice je číslování identifikačními čísly mostů (IDM) zavedeno pro silniční mosty a lávky. Celostátní identifikaci silničních mostů mají také například v USA, Německu nebo Norsku, ucelené městské číslování mostů například v Amsterdamu či Rotterdamu.

## Česko

### Právní a standardizační rámec evidence mostních objektů
Způsob číslování mostních a dalších objektů (podjezdy, tunely) stanoví § 2 odst. 5 vyhlášky 104/1997 Sb., kterou se provádí zákon o pozemních komunikacích. Pro podrobnosti číslování mostů na komunikacích vyhláška odkazuje na závaznou ČSN 73 6220.
Zásady pro číslování a evidenci mostních objektů na pozemních komunikacích stanoví ČSN EN 73 6220 Evidence mostních objektů pozemních komunikací (poslední vydání z roku 2011). Tato norma stanoví i způsob označení objektů evidenčním číslem. Pokud silniční most tvoří zároveň i silniční podjezd, má dvě evidenční čísla, jedno pro most a druhé pro podjezd, přičemž obě čísla eviduje správce mostu, tedy správce komunikace na mostě. Evidenční čísla nových objektů přiděluje na základě žádosti správce objektu garant registru objektů. Čísla se používají zejména v databázi (registr objektů) a v mostních (evidenčních) listech objektů. Ústřední evidenci mostních objektů vede odbor silniční databanky Ředitelství silnic a dálnic. Zatímco ve starší normě ČSN 73 6220:1996 bylo uvedeno, že je na základě požadavku ministerstva dopravy v jeho působnosti závazná v částech týkajících se evidence a zatížitelnosti mostů, u verze z roku 2011 není o závaznosti normy zmínka.
Evidence mostních objektů de facto částečně supluje dosud neexistující Centrální evidenci pozemních komunikací, která podle zákona má existovat, ale ministerstvo dopravy ani po mnoha letech nesplnilo svoji povinnost vydat příslušný prováděcí předpis. Obecně stále platí starší povinnost vlastníků pozemních komunikací vést jejich pasport (§ 5 vyhl. 104/1997 Sb.), přičemž v případě silnic a dálnic rozsah a způsob vedení pasportu stanoví vlastník, v případě místní komunikace stanoví minimální rozsah evidence vyhláška 104/1997 Sb. (k povinnému rozsahu patří mj. počet a celková délka mostů, nikoliv již evidence jednotlivých mostů). Na vlastníky účelových komunikací se povinnost vést evidenci komunikací dle § 9 odst. 2 zákona č. 13/1997 Sb. nevztahuje.

### Způsob číslování
Podle § 2 odst. 5 (v původním znění odst. 6) vyhlášky 104/1997 Sb. jsou mostní a dalších objekty (podjezdy, tunely) na komunikacích označovány pořadovými čísly počínaje číslem 1 od začátku staničení komunikace, přičemž u dálnic a silnic se číslo objektu skládá z čísla dotčené komunikace a pomlčkou odděleného pořadového čísla objektu doplněného případně třemi indexy. Číslo objektu na místní komunikaci se skládá z označení místní komunikace (číslo a třída), pomlčkou odděleného znaku objektu (např. M = most) a jeho pořadového čísla.
Při zahájení stavby objektu se objektu podle bodu 6.1.2 technické normy ČSN EN 73 6220 přiděluje dočasné evidenční číslo. Řádné evidenční číslo se objektu přidělí při jeho předání do provozu. Technická norma popisuje, že písemným dokladem o přidělení evidenčního čísla je vyjádření garanta registru objektů, na jeho základě pak správce mostu zapíše mostní objekt do databáze.
Dočasné evidenční číslo se podle ČSN EN 73 6220 zpravidla skládá z čísla pozemní komunikace nebo označení stavby a čísla stavebního objektu dané stavby, např. D0807-SO224. Řádné evidenční číslo se dle bodu 6.1.5 technické normy ČSN 73 6220:2011 skládá z čísla silnice nebo dálnice (znaky na pozici 1–6), na 7. pozici z indexu (alfabetického znaku, který u silnic I. a II. třídy označuje rameno silnice a u silnic III. třídy je součástí čísla silnice), a za spojovníkem pak trojciferným pořadovým číslem objektu a třemi znaky indexů. Protože v evidenčním čísle objektu je obsaženo číslo silnice, v případě změn v silniční síti (přečíslování či přeložek silnic apod.) jsou přečíslovávány i mosty a další objekty. V takovém případě přečíslování provádí garant registru objektů na základě svého návrhu projednaného s dotčenými správci objektů, přičemž v mostním pasportu se pro každý objekt evidují veškerá jeho přečíslování. Most společný pro více komunikací může mít v evidenci každé komunikace samostatné číslo. Mosty na průtazích silnic nebo dálnic obcemi mohou mít současně dvě evidenční čísla. Dva nebo více objektů však nesmí mít stejná evidenční čísla. Norma však výslovně nezakazuje recyklaci čísel zrušených mostů, resp. jejich použití pro nový most např. v případě přeložky komunikace.
Pořadová čísla jsou objektům přidělována zpravidla v pořadí staničení (kilometráže) komunikace určitého čísla. V minulosti se pořadová čísla uváděla bez předsazených nul, v souvislosti s elektronickou evidencí bývá pořadové číslo předsazenými nulami doplněno do trojciferného čísla (např. 001 místo dřívějšího čísla 1). Pokud je mezi dvěma očíslovanými objekty nově zřízen nebo očíslován další objekt, je rozlišen malým písmenem (např. a, b, c) následujícím bezprostředně za pořadovým číslem, např. mezi mosty s pořadovými čísly 005 a 006 je vložen objekt s pořadovým číslem 005a.
Na směrově rozdělených komunikacích je číslování objektů rozlišeno na levý nebo pravý objekt ve směru staničení komunikace: pravý objekt (ve směru staničení) má na poslední pozici číslici 1, levý objekt (tj. most pro směr proti směru staničení) má na poslední pozici číslici 2, most se společnou konstrukcí pro oba směry má na poslední (13.) pozici číslici 3. Volné pozice mezi pořadovým číslem a tímto indexem se vyplňují tečkami, tj. zpravidla indexu předchází dvě tečky (např. 137..1), v případě vloženého objektu s rozlišovacím indexem za pořadovým číslem následuje před rozlišením směru už jen jedna tečka (např. 137a.1).
Pro rozlišení objektů na složitější křižovatce se objektům na větvích křižovatky přidělují zpravidla čísla odvozená z pořadového čísla hlavního objektu křižovatky, rozlišená indexem na 12. pozici evidenčního čísla, tedy od pořadového čísla je tento index oddělen pouze jednou tečkou. Jako index se používají číslice 1 až 9 (např. 137.1), v případě jejich vyčerpání se pokračuje písmeny malé abecedy (a, b, c…, např. 137.a). Kombinaci tohoto indexu na 12. pozici s indexem vloženého objektu na 11. pozici (např. 137a1) norma mezi příklady nezmiňuje.
Číslování podjezdů a tunelů je založeno na shodném principu jako číslování mostů a ze samotného evidenčního čísla nelze poznat, zda označuje most, nebo podjezd. V případě směrově rozdělených podjezdů a mostů se používá index 1 nebo 2 na 13. pozici, pro most nebo tunel společný pro oba směry se však index 3 nepoužívá. Číslo podjezdu musí být v evidenci spárováno s příslušným číslem mostního objektu, kterým je podjezd tvořen.
Evidenční čísla propustků se tvoří podobně, ale mají mít pro danou komunikaci samostatnou číselnou řadu a jsou rozlišena velkým písmenem P na 13. pozici (v tomto případě norma neuvádí, že by 11. nebo 12. pozice měla být vyplněna tečkami či jinými znaky).
Evidenční číslo mostu se podle technické normy zruší v případě fyzického zrušení mostu, v případě přestavby mostu na propustek a v případě vyřazení úseku ze silniční sítě (v takovém případě může nový správce mostu přidělit nové číslo).

#### Způsoby číslování v českých městech a obcích
Podle § 2 odst. 5 vyhlášky 104/1997 Sb. se číslo objektu na místní komunikaci se skládá z označení místní komunikace (číslo a třída), pomlčkou odděleného znaku objektu (např. M = most) a jeho pořadového čísla.
Technická norma, kterou tatáž vyhláška zmiňuje jako závaznou, pro číslování mostů na místních nebo účelových komunikacích umožňuje zvolit „odlišné číslování podle zvyklostí konkrétního správce“ (bod 6.1.11 v ČSN 73 6220:2011).
Používají se různé způsoby:
- prosté pořadové číslo mostu (zpravidla trojciferné) v rámci obce, bez prefixu určujícího obec, tj. číslo není celostátně unikátní. Např. Brno, Turnov, Číchov.
- pořadové číslo mostu v rámci obce, v prefixu s písmennou zkratkou určující obec, případně v kombinaci s indexem určujícím typ objektu: např. Děčín (DC), Písek (PI), Tábor (TA), Ostrava (OV), České Budějovice (CB), Český Krumlov (ČK), Cheb (CH), Aš (AŠ), Beroun (B1), Dolní Dvořiště (DOLDV), Podhradí nad Dyjí (PND), Trutnov (TRU), Bílý Potok (BP), Boleboř (BOLEB), Hradec Králové (HK), Nová Ves u Světlé (NVS), nejméně jeden most v Sokolově (SO)
- pořadové číslo mostu v rámci obce, s prefixem tvořeným celým nebo částečným názvem obce, např. Hejnice, Frýdlant, Hrob (v těchto třech případech s druhým prefixem označujícím typ objektu L lávka, M most), Dolní Podluží (Dol.Podluží, s kombinací dvou číslování), Jiříkov, Litvínov, Božičany (mosty se zkratkou M, lávky s celým slovem Lávka), Doupovské Hradiště, Dolní Břežany (Břežany), Chroustovice, Sedlec (okres České Budějovice),
- pořadové číslo mostu v rámci obce, v prefixu s číselným kódem obce dle Českého statistického úřadu : Únanov (59502, v pěticiferné podobě bez kontrolní číslice, v kombinaci s písmenem L označujícím lávky), Jevišovka (MK584525, MK jako místní komunikace), Kraborovice (548618), Želiv (549215), Třebíč (590266, s druhým prefixem M pro most nebo L pro lávku)
- s prefixem MK (místní komunikace), ale bez prefixu označujícího obec: např. Chodov, Švihov, Sokolov
- číslo místní komunikace v rámci obce (bez prefixu označujícího obec) a za spojovníkem pořadové číslo objektu: Most, Žatec, Lesná (okres Tachov)
- první prefix označující obec, druhý prefix číslo místní komunikace, za nimi pořadové číslo objektu: Sázava (SZ)
- prefix označující typ objektu (bez prefixu označujícího obec): např. Karlovy Vary (L lávka, M most), Chomutov (L lávka, M most), Nejdek
- první prefix označující obec, druhý prefix označující překážku, za nimi pořadové číslo objektu v rámci dané překážky Mladá Boleslav)
- prefix označující typ objektu nebo překážku a za spojovníkem (v některých přehledech se spojovník vynechává) trojciferné pořadové číslo objektu v rámci specifické číselné řady: Praha (X mosty přes pozemní komunikace, Y mosty přes železniční tratě, V Vltava a Berounka, B Botič, R Rokytka, S Litovicko-Šárecký potok, D Dalejský potok, M Motolský potok, K Kunratický potok (někdy zahrnuje i menší přítoky či další vodní toky v oblasti daného potoka), P podchody, G galerie)

Jiní vlastníci:
- prefix PÚ (zřejmě Státní pozemkový úřad?), UZSVM (Úřad pro zastupování státu ve věcech majetkových), DP Most (Dopravní podnik měst Mostu a Litvínova), DPP (Dopravní podnik hl. m. Prahy), KOMOKO (tramvajové mosty modřansko-komořanské komunikace), EON CB (E.ON České Budějovice)

V některých případech je v celostátní evidenci mostů na místě evidenčního čísla mostu použito částečně slovní označení, například Trojmezí-01, CYKLO OHŘE-104, VD-Nýrsko, LESY CR-STUDLES06, Most-Hředle, Křenovy-most, Stanice-Veleslavín (opěrná zeď), Autobusové obratiště-Horoměřická (zárubní zeď), Most-lávka Petržílkova, areál Českomoravský cement-Přemostění IV, MOL-lávka Chodov, drážní most-přes Rokytku (relikt zrušeného mostu) aj.

### Způsob značení
Způsob značení evidenčního čísla popisuje kapitola 11 ČSN 73 6220:2011.
Podobu tabulky pro dálnice a silnice stanoví obrázek č. 1 u bodu 11.2 technické normy. Obdélníková tabulka se zaoblenými rohy má rozměry 500×150 mm a má být zhotovena z materiálu obvyklého u silničních dopravních značek v nereflexní úpravě. Evidenční číslo se na tabulce značí bílým technickým kolmým širokým písmem zpravidla o výšce 60 mm podle ČSN 01 0451 (ta byla v roce 2011 již deset let bez náhrady zrušena) na černém podkladu s bílým orámováním o šířce 10 mm. Norma se výslovně nezabývá tím, zda na značce má být počet znaků označení silnice nebo dálnice před spojovníkem doplněn na 6 – v grafickém vzoru je jako příklad uvedeno číslo dálnice tvořené jen 3 znaky (včetně písmene D).
Je-li před mostem umístěna dopravní značka zatížitelnosti mostu, má být tabulka s evidenčním číslem umístěna pod ní na témž sloupku. V ostatních případech mostů a u železničních mostů, přívozů a brodů má být tabulka osazena ve výšce 1,3 metrů na samostatný sloupek vpravo ve směru jízdy na obou koncích objektu, v případě podjezdů přímo na objekt, a to na čelní líc opěry ve výšce 1,3 metru nad povrchem krajnice nebo chodníku, nebo na samostatný sloupek těsně před objekt. U silničních tunelů a galerií se umisťuje přímo na portál vpravo od vjezdu, rovněž ve výšce 1,3 metru. V praxi je tabulka často umísťována pod informativní dopravní značku „Jiný název“ s názvem vodního toku, tuto možnost technická norma nezmiňuje.
Pro místní a účelové komunikace se doporučuje použít obdobný způsob značení objektů.
Pravidla silničního provozu ani jejich prováděcí vyhláška číslování mostních objektů vůbec nezmiňují a tabulku s číslem mostu neuvádějí mezi informativními dopravními značkami, ač má podobnou funkci a provedení jako například kilometrovník, který mezi dopravními značkami uveden je.
Ředitelství silnic a dálnic pro značení čísel mostů na komunikacích ve své správě vydalo vzory značení R 38 Tabulky čísel mostů. Velikost činné plochy tabulky je stanovena v souladu s ČSN na 500×150 mm, výška písma má být pokud možno 80 mm (ČSN jako základní velikost uvádí 60 mm), výšku písma lze případně snižovat v krocích po 5 mm až na 55 mm, přičemž jako obrázkové vzory jsou uvedeny výšky písma 80 mm, 70 mm, 65 mm, 60 mm a 55 mm. Typ písma je doporučen střední dle vzorových listů VL 6.1. V ostatních záležitostech je odkázáno na standard PPK – TOM, v systému číslování na ČSN. Standard PPK – TOM stanoví, že na tabulky k označení mostů se vztahují stejné technické požadavky jako na svislé dopravní značky. Podklad tabulek je FeZn plech s dvojitým ohybem po celém okraji a s plnými rohy. Rohy podkladu kopírují zaoblení rohů činné plochy. Tabulky jsou jednostranné. Čísla a symboly na tabulkách musí být provedeny sítotiskem. Standardem je vyloučena platnost  čl. 5.9.2 ČSN 73 6220 o provedení tabulek a nahrazena specifikací v tomto vlastním standardu. Retroreflexní fólie má být nejméně třídy 1 dle ČSN EN 12899–1 a životnost fólie musí být minimálně 7 let. Umístění je požadováno ve vzdálenosti 10 m před most na nezpevněnou krajnici na pravé straně jízdního pásu v každém směru, připuštěno je i připevnění krátkého sloupku s tabulkou páskou z nekorodujícího materiálu přímo na zábradlí mostu, v omezených prostorech lze držák tabulky umístit na jinou svislou konstrukci. Jsou popsány parametry sloupků, které mají být zavíčkovány, dolní hrana tabulky má být ve výšce 1200 mm nad hranou zpevnění (ČSN doporučuje o 10 cm vyšší polohu). Bližší hrana tabulky má být vzdálena 1000–1500 mm od líce svodidla nebo 1200–2000 mm od hrany zpevnění. Tabulky mají být osazeny svisle a kolmo k ose komunikace. Záruční doba na tabulky se požaduje nejméně 5 let, funkční životnost fólie nejméně 10 let, funkční životnost celé konstrukce včetně upevňovacích prvků nejméně 15 let a životnost povrchové ochrany všech částí nejméně 10 let. Požadavky na viditelnost a stav jsou shodné jako u dopravního značení.

### Přívozy
Přívozy se v České republice na dálnicích ani silnicích pravděpodobně dnes již nenacházejí, tj. není znám žádný aktuální případ použití tohoto číslování na přívoz. Přívoz Darová sice spojuje dva úseky silnice III/2316, ale sám podle oficiálního geoportálu součástí této silnice dnes není. Podobně i silnice III/23212 je ukončena u přívozu Nadryby a přívoz s komunikací do Nadryb součástí silniční sítě není.
Podle § 2 odst. 2 zákona č. 147/1949 Sb. a později podle vyhlášky č. 136/1961 Sb. (§ 10 odst. 3) byly přívozy ze zákona součástí silnic. Novější prováděcí vyhláška 35/1984 Sb. již přívozy v § 8 nezmiňuje, stejně jako nový silniční zákon 13/1997 Sb. v § 12.

### Brody
V přehledech z informačního systému o silniční a dálniční síti ČR z roku 2022 je zahrnut jediný Silniční databankou evidovaný brod. Nachází se proti domu čp. 9 v jádru vsi Mezí, části města Manětín v okrese Plzeň-sever, na kilometru 0,006 silnice III/19311 a překonává Manětínský potok. Evidenční číslo má 19311-1 a jako rok dokončení je v silniční databance uveden rok 1885. V oficiálních mapách silniční sítě je uvedená silnice skutečně stále trasovaná přes tento brod, ve skutečnosti je však doprava vedena po mostě místní komunikace asi o 120 metrů západněji, na kterém nejsou vyznačena žádná hmotnostní ani rozměrová omezení vozidel. Brod není v reálu označen žádným značením a stavební provedení a dopravní značení nijak nenasvědčuje tomu, že by byl součástí silniční sítě. Brod je zpevněn panely, jeho sklonové poměry však odpovídají spíše terénním vozidlům, pro běžné osobní automobily nebo návěsové soupravy by průjezd mohl být problematický. 
Zákony a vyhlášky týkající se pozemních komunikací ani vodní zákon problematiku brodů naprosto nijak neupravují.

### Železniční mosty
Železničním mostům v České republice se evidenční či inventární čísla nepřiřazují, mosty se identifikují kilometrickou polohou na trati. Pokud však pod železničním mostem vede silnice, bývá přiděleno číslo podjezdu. 

### Železniční přejezdy
Ačkoliv norma předpokládá použití tohoto číslování i pro železniční přejezdy, v praxi se tento silniční způsob číslování pro železniční přejezdy příliš nepoužívá, resp. toto evidenční číslo na nich v některých oblastech ani nebývá značeno. 
V důsledku tragické události, ke které došlo i vlivem chybné identifikace přejezdu při tísňovém volání, bylo od 1. srpna 2009 v České republice zavedeno nové, jednotné a celoplošné číslování železničních přejezdů unikátními pořadovými čísly, kterým předchází písmeno P. Toto značení bylo zavedeno primárně pro účely integrovaného záchranného systému a jeho koordinátorem je Správa železnic, je však aplikováno i na železniční dráhy jiných vlastníků, a to včetně vleček, a zahrnuje nejen přejezdy silnic a místních komunikací, ale také přejezdy sloužící např. přístupu na pozemky na účelových komunikacích nebo mimo pozemní komunikaci, pro pěší přechody přes tratě apod. Čísla jsou značena zpravidla bílými obdélníkovými reflexními samolepkami s černým písmem, lepenými zezadu na výstražný kříž nebo přejezdové návěstidlo. Tvar čísla je v případě přejezdu na dráze vlastněné státem P1 až P9000, na regionální dráze nevlastněné státem P9001 až P9999, na vlečce P10000 až P99999, tedy pětimístné číslo. Čísla jsou nepřenosná, tj. v případě zániku přejezdu nesmí být použité číslo přiděleno jinému přejezdu. Toto číslování také nemá dosud oporu v žádném obecně závazném právním předpise a není dopravní značkou.

### Číslování mostů na vodních cestách
Objekty/lokality na vodních cestách mají jednak české vnitrostátní číslování Státní plavební správy (v systému LAVDIS označované jako ID SPS), jednak mezinárodní označení podle ISRS (International Ship Reporting Standard – mezinárodní norma pro hlášení lodí), nazývané např. kód ISRS, ISRS ID, ISRS Location Code, evidenční číslo ISRS, ISRS kód (v systému LAVDIS nadepisované pouze zkratkou ISRS). Například pro Lahovický most ID SPS je 1233000254, ISRS kód CZPRG03010BRGA100003. Kódy shodného formátu mají  jednotlivá mostní pole, pro která je evidována podjezdná výška a světlá šířka. Krom toho LAVDIS u jednotlivých objektů uvádí i pořadí na dané vodní cestě, například Lahovický most má číslo 1/1, protože je prvním a jediným objektem evidovaným na splavné části Berounky. Štěpánský most na Labi má ID SPS: 1233000200, ISRS kód: CZXXX01050BRGA108453 a pořadí na vodní cestě 23/86 (23. objekt z 86).

## Slovensko
Na Slovensku se v době Československa používal obdobný systém číslování mostů jako v České republice.
Od prosince 2013 byl pro nově očíslované mosty zaveden nový systém číslování, v rámci něhož jsou mosty číslovány unikátním pořadovým číslem v rámci jednotné číselné řady pro celé Slovensko, přičemž v evidenčním čísle mostu již není obsaženo číslo silnice. Termín „evidenčné číslo“, označující interní číslování objektu v evidenci správce, je nahrazen termínem „správcovské číslo“. Vedle toho je zavedeno „identifikačné číslo mosta“ (IDM). Evidence mostů a lávek je vedena jako součást Centrální technické evidence silničních komunikací a provozuje jej Silniční databanka (CB, Cestná databanka). IDM pro nové mosty přiděluje správce IS MCS po schválení údajů zadaných v aplikaci Mosty.
Identifikační číslo mostu se skládá s písmene M na začátku a následujícího unikátního pořadového čísla, počet jehož číslic odpovídá přidělenému číslu.
Technické podmínky TP 12/2013 obsahují jako obrázek č. 1 vyobrazení tabulky s identifikačním číslem mostu, které je podobné českému vzoru. Obdélníková tabulka s nezaoblenými rohy (český vzor má rohy tabulky i rámečku zaoblené) má rozměry 500×120 mm (tedy výška o 3 cm menší než u české) a má být zhotovena z materiálu odpovídajícího technickým požadavkům na svislé dopravní značky. Evidenční číslo se na tabulce značí bílým písmem ARIAL o výšce 60 mm na černém podkladu s bílým orámováním o šířce 10 mm, centricky umístěný. Tabulka se umisťuje vždy na začátku pravé římsy mostu nebo těsně před ní, aby byla čitelná ze směru jízdy vozidel. U mostů, které nemají římsy, se umisťuje do středu mostu nebo co nejblíže k tomuto místu.
Pro interní potřebu správce se mosty mohou označovat správcovským číslem. Jeho tvar určuje na vlastní odpovědnost správce mostu. Formát správcovského čísla může mít tvar starého evidenčního čísla.

## Jiné státy
Ve Spojených státech amerických je mostům přidělováno celostátně unikátní číslo National Bridge Inventory Number a silniční mosty, mosty přes silnice a silniční tunely jsou evidovány v National Bridge Inventory (NBI), který spravuje státní agentura Federal Highway Administration (FWHA). Evidence zahrnuje mosty delší než 20 stop (cca 6 metrů) využívané pro automobilovou dopravu. Každému mostu je přiděleno číslo ministerstvem silnic příslušného státu nebo agenturou, která most udržuje. Způsob přidělování čísel se liší stát od státu, ale poskytuje jedinečné číslo pro každý most ve státě. Jde o podobnou evidenci jako databáze železničních přejezdů, kterou spravuje Federal Railroad Administration. Číslo však zřejmě není fyzicky vyznačováno přímo na mostě.
Tabulkami s evidenčními čísly či alfanumerickými kódy jsou označovány například městské mosty v nizozemských městech Amsterdam a Rotterdam.
Německy se pro identifikační čísla různých staveb (mostů, stožárů apod.) používá výraz Bauwerksnummer (číslo stavby). V Německu je obecně zemským nebo spolkovým stavebním dílům pro silniční dopravu jako primární klíč pro databanky přidělováno sedmimístné číslo, které se skládá se z čísla mapového listu topografické mapy v měřítku 1:25 000 (TK 25), ve kterém se stavba nachází, a z trojmístného pořadového čísla, které na tabulkách v terénu bývá uváděno výrazně větším písmem než předčíslí. Pokud stavba leží přesně na hranici dvou listů TK 25, přiřadí se ke kartě s nižším číslem. Německé dráhy (DB) používají pro své objekty osmimístná čísla. Podobnými způsoby jsou očíslovány i např. větrné turbíny.